# Mantecal
Mantecal, es una parroquia del Municipio Muñoz en el Estado Apure, en Venezuela. Es la parroquia con el número mayor de habitantes en este municipio. Emplazada a 84 m.s.m en las márgenes del caño Caicara, afluente del río Apure, se comunica con San Fernando de Apure, Bruzual, Elorza y Guasdualito a través de una importante arteria vial que ha superado los problemas de incomunicación de esta localidad debido a las inundaciones. Su capital tiene el mismo nombre.

## Historia
Fue fundado con el nombre de San Miguel de Mantecal de Caicara por el misionero capuchino Fray Francisco de Caracas posiblemente entre los años 1789 o 1790, Constituía unos de los cantones en que estaba dividido el territorio de la provincia de apure junto a los cantones de Achaguas, Guasdualito y San Fernando. Pero poco tiempo después la existencia de Mantecal se hace precaria debido a que es más afectado por la plaga palúdica (llamada en otras partes peste de Apure), desatada en 1830 hasta 1840, en 1928 es elevado a la categoría del Municipio la situación socioeconómica de Mantecal es de grave condición de marginalidad. La actividad económica está basada fundamentalmente en la producción agrícola, pecuaria, industrial y comercial destacándose la ganadería de cría realizándose en forma extensiva que ofrece la región.

## Geografía
Mantecal se encuentra en el centro-norte del Estado Apure, a orilla del caño caicara se encuentra a 211.1 km de la ciudad de Barinas y a 213.3 km de San Fernando de Apure. La pequeña ciudad de Mantecal contaba con una población estimada de más de 20.000 habitantes en el año 2017.

## Educación Superior
- Universidad Politécnica Territorial del Alto Apure Pedro Camejo.
- Universidad Pedagógica Experimental Libertador.

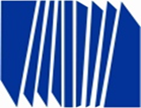
UPEL Mantecal

## Medio de Comunicación

### Radio
- Mantecal 90.7 FM
- Armonía 100.5 FM